# Épisodes de The Acolyte
 (juillet 2024).
Si vous disposez d'ouvrages ou d'articles de référence ou si vous connaissez des sites web de qualité traitant du thème abordé ici, merci de compléter l'article en donnant les références utiles à sa vérifiabilité et en les liant à la section « Notes et références ».
Cet article présente les épisodes de la série télévisée américaine The Acolyte.

## Distribution
Sauf indication contraire, les informations mentionnées dans cette section peuvent être confirmées par la base de données cinématographiques IMDb,  présente dans la section « Liens externes ».

### Acteurs principaux
- Amandla Stenberg (VF : Mélissa Berard) : Verosha « Osha » et Mae-ho « Mae » Aniseya[1]
- Lee Jung-jae (VF : Swan Demarsan) : Sol
- Charlie Barnett (VF : Grégory Lerigab) : Yord Fandar
- Dafne Keen (VF : Kaycie Chase) : Jecki Lon
- Rebecca Henderson (VF : Flora Brunier) : Vernestra Rwoh
- Jodie Turner-Smith (VF : Fily Keita) : Mère Aniseya
- Carrie-Anne Moss (VF : Danièle Douet) : Indara
- Manny Jacinto (VF : Antoine Schoumsky) : Qimir / l'Étranger
- Dean-Charles Chapman (VF : Julien Allouf) : Torbin
- Joonas Suotamo : Kelnacca

### Invités
- Thara Schöön : Tasi Lowa, la Padawan de Yord Fandar
- Margarita Levieva (VF : Gaëlle Savary) : Mère Koril
- Abigail Thorn : Mère Eurus
- Amy Tsang : Mère Rane
- Anthony J. Abraham : Fillik
- Leah Brady : Mae enfant
- Lauren Brady : Osha enfant
- Derek Arnold : Ki-Adi-Mundi
- Hassan Taj : Bazil, le traqueur Tynnan
- Harry Trevaldwyn (en) : Mog Adana, le Padawan qui assiste Vernestra Rwoh
- David Harewood : le sénateur Rayencourt

## Épisodes

### Épisode 1:Perdu / Trouvé
- Mondial : 4 juin 2024 sur Disney+

### Épisode 2:Vengeance / Justice
- Mondial : 4 juin 2024 sur Disney+

### Épisode 3:Destinée
- Mondial : 11 juin 2024 sur Disney+

### Épisode 4:Jour
- Mondial : 18 juin 2024 sur Disney+

### Épisode 5:Nuit
- Mondial : 25 juin 2024 sur Disney+

### Épisode 6:Enseigner / Corrompre
- Mondial : 2 juillet 2024 sur Disney+

### Épisode 7:Choix
- Mondial : 9 juillet 2024 sur Disney+

### Épisode 8:L'Acolyte
- Mondial : 16 juillet 2024 sur Disney+